# Supplementum Tentaminis Pteridographiae
Supplementum Tentaminis Pteridographiae (abreviado Suppl. Tent. Pterid.) es un libro con ilustraciones y descripciones botánicas que fue escrito por el botánico, profesor de Bohemia Karel Presl y publicado en Praga en el año 1845 con el nombre de Supplementum Tentaminis Pteridographiae, Continens Genera et Species Ordinum Dictorum Marattiaceae, Ohioglossaceae, Osmundaceae, Schizaeaceae et Lygodiaceae, Pragae [Praha]. Fue preimpreso desde Abhandlungen der Koniglichen Bohmischen Gesellschaft der Wissenschaften 4: 261-380. 1847.